# رازمیک پاپیکیان
رازمیک آرسنی پاپیکیان (ارمنی: Ռազմիկ Արսենի Պապիկյան؛ زادهٔ ۱۲ سپتامبر ۱۹۹۹ در ایروان) کشتی‌گیر وزن اهل ارمنستان است.